# Simon (gatto)

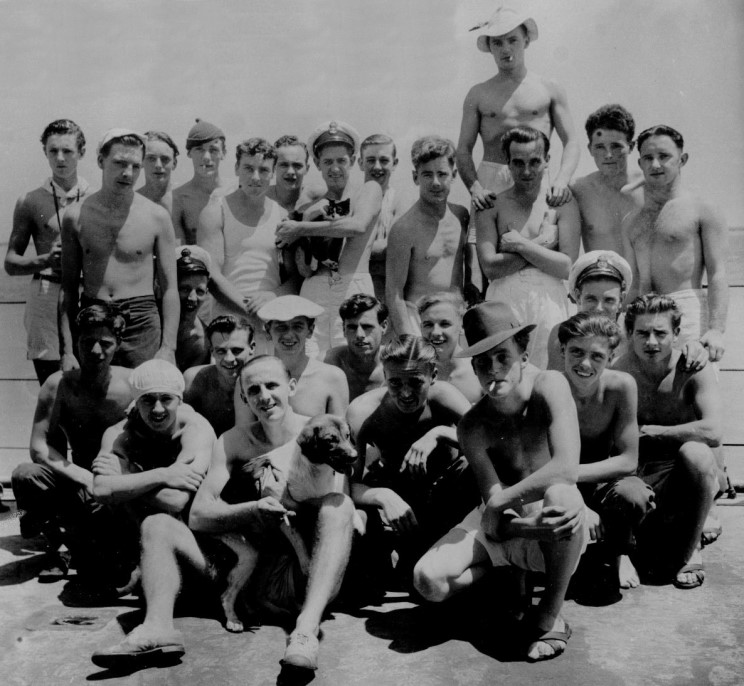
L'equipaggio della HMS Amethyst nel 1949, nella seconda fila centrale è visibile Simon.

Simon (c. 1947, Hong Kong – 28 novembre 1949, Surrey, Inghilterra) è un gatto che ha prestato servizio nella Royal Navy sulla nave HMS Amethyst pochi anni dopo la seconda guerra mondiale. Nel 1949, in occasione dell'incidente del Fiume Azzurro, ricevette la Dickin Medal dopo essere sopravvissuto alle ferite di guerra, aver rialzato il morale dell'equipaggio ed aver ucciso una colonia di topi che infestava la nave.

## Biografia
Simon venne trovato presso il porto di Hong Kong nel marzo del 1948 dal marinaio diciassettenne George Hickinbottom, membro della brigata britannica HMS Amethyst che era presente in città sul finire degli anni quaranta. A quell'epoca Simon aveva circa un anno e si presentava molto denutrito e in cattiva salute. Hickinbottom portò il gatto a bordo della nave e Simon venne presto integrato nel servizio di marina, in particolare per la sua grande attività nel catturare topi. Simon divenne rapidamente molto famoso per alcuni suoi scherzi come riportare i topi nei letti dei marinai o dormire nel cappello del capitano della nave.
La ciurma vedeva Simon ormai come la mascotte portafortuna della nave e anche quando il comandante della nave Ian Griffiths lasciò il comando nel 1948 passò la cura del gatto al suo successore, Bernard Skinner. 

### L'incidente del Fiume Azzurro
La prima missione che Skinner ottenne sulla Amethyst consisteva nel risalire il fiume Yangtze sino a Nanchino per rimpiazzare la HMS Consort che ivi stazionava. Ad ogni modo, la nave venne coinvolta nella risalita nel cosiddetto incidente dello Yangtze, quando una batteria d'artiglieria comunista cinese aprì il fuoco sulla nave, colpendo tra l'altro anche Simon che venne gravemente ferito mentre si trovava nella cabina del capitano. Lo stesso comandante Skinner morì poco dopo per le ferite riportate durante l'attacco.
Simon, gravemente ferito, venne subito curato dall'unità medica della nave, pulendo le sue ferite e rimuovendo le schegge di materiali presenti ma le sue condizioni rimanevano ad ogni modo molto critiche. Fu il nuovo comandante John Kerans a vedere comunque il gatto riprendersi dopo poco e tornare in servizio. Mentre la nave si trovava ancorata nel fiume, un gran numero di topi salirono sull'imbarcazione, invasione che venne prontamente respinta da Simon.
Dopo l'abbandono della nave dall'area dello Yangtze, Simon divenne immediatamente una celebrità, ottenendo subito importanti onorificenze della sua categoria come la Dickin Medal e la Blue Cross, la medaglia della campagna dell'Amethyst ed il rango di "Gatto marino di Prima Classe" concessogli scherzosamente dal capitano. A lui vennero indirizzate molte lettere e persino il luogotenente Stuart Hett lo nominò "gatto ufficiale". Tornata la nave in patria, Simon venne accolto a Plymouth con grandi onori. Poco dopo, come da prassi per gli animali al servizio della marina inglese, venne messo in quarantena nel centro per animali nel Surrey.

### Morte

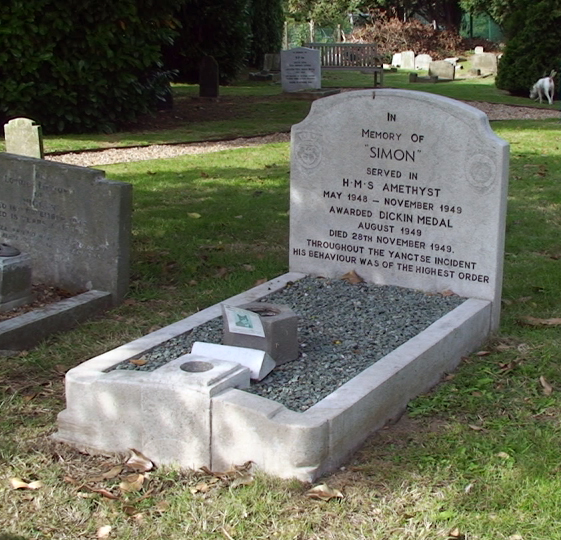
La tomba di Simon nel cimitero presso l'Ilford Animal Cemetery.

Mentre si trovava in quarantena, Simon contrasse un'infezione virale, probabilmente sviluppatasi a seguito delle ferite di guerra riportate in Cina e, malgrado le attenzioni del personale medico, morì il 28 novembre 1949 in seguito alle complicazioni causate dall'infezione. Centinaia di persone parteciparono ai suoi funerali, incluso tutto l'equipaggio della HMS Amethyst, e la sua salma venne posta nel PDSA Ilford Animal Cemetery a Londra. La sua lapide recita:
IN 
MEMORIA DI 
"SIMON" 
CHE PRESTÒ SERVIZIO SULLA 
H.M.S. AMETHYST
MAGGIO 1948 — NOVEMBRE 1949
ONORATO DELLA DICKIN MEDAL 
NELL'AGOSTO 1949 
MORÌ il 28 NOVEMBRE 1949 
A SEGUITO DELL'INCIDENTE DELLO YANGTZE

IL SUO CORAGGIO FU DELL'ORDINE PIÙ ALTO
Simon è inoltre commemorato con un cespuglio piantato in suo onore nello Yangtze Incident Grove presso il National Memorial Arboretum nello Staffordshire.

### Eredità
Nel 1950, lo scrittore Paul Gallico dedicò la sua novella Jennie a Simon.
Nel 1956 venne realizzato un film basato sul libro Yangtse Incident di Lawrence Earl. Sebbene Simon non venga mai menzionato direttamente, in diverse scene ambientate all'interno della HMS Amethyst è presente un gatto color bianco e nero.
La Dickin Medal di Simon è stata venduta all'asta nel 1993 per una cifra pari a 23467 sterline, un record per una Dickin Medal. Il compratore era un'azienda che progettava di realizzare un film (probabilmente animato) sulla vita di Simon usando la medaglia come mezzo pubblicitario, tuttavia il progetto non venne mai realizzato.
Nel 2014, Simon è stato commemorato con tutti gli onori nel sessantacinquesimo anno della sua morte, la Royal Navy ha deposto una corona d'alloro e fiori sulla sua tomba, alla cerimonia hanno presenziato alcuni ufficiali della HMS Amethyst.